# Palazzo Fadda-Tonini
Palazzo Fadda-Tonini è un palazzo di Cagliari, in Sardegna.

L'edificio in una foto d'epoca.

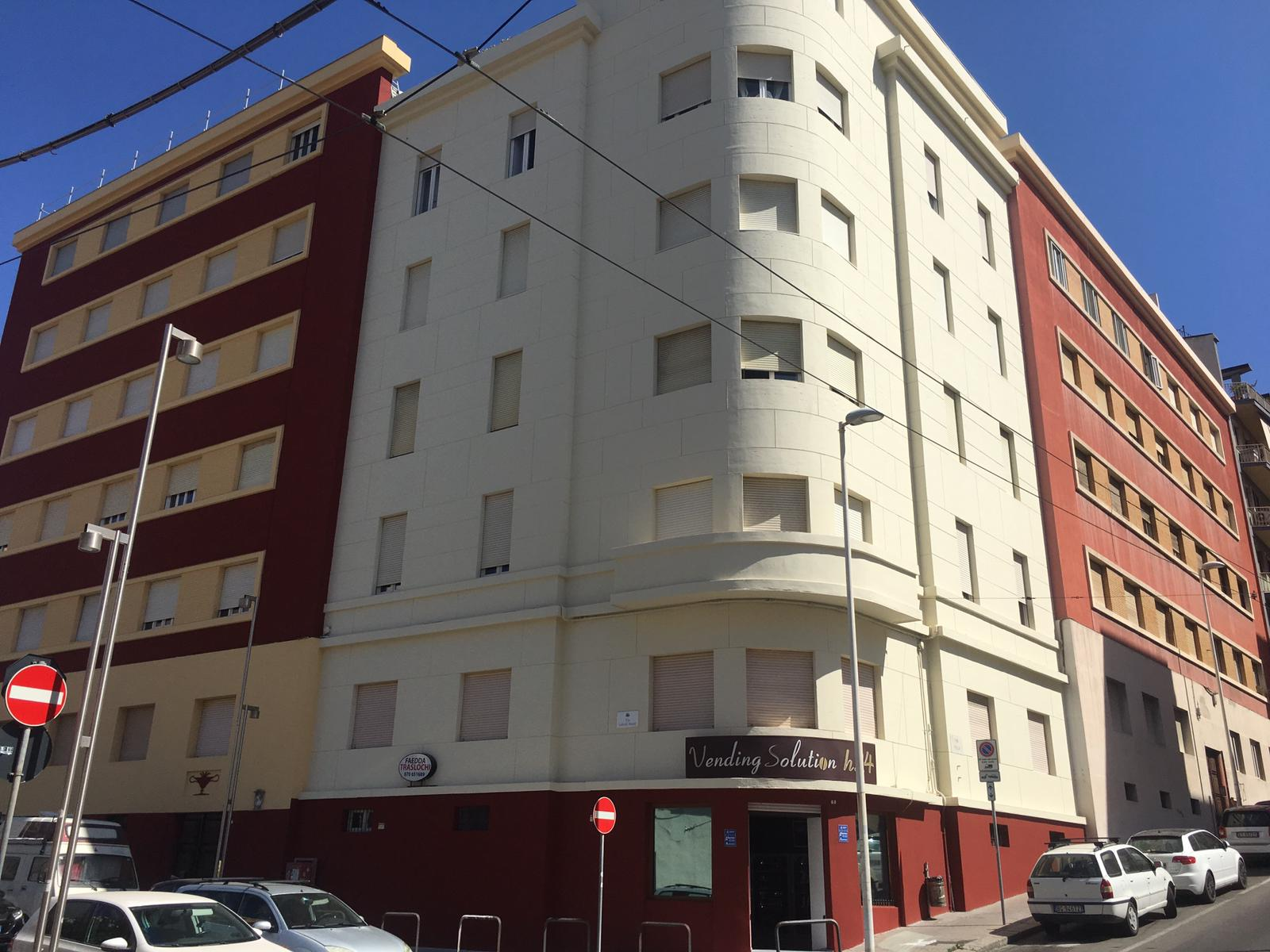
Il palazzo nel 2019.

## Storia
Realizzato in muratura portante di calcare fra il 1935 ed il 1936 su progetto degli ingegneri Luigi Fadda e Valerio Tonini anche committenti e costruttori dell’opera, è formato da due corpi rettangolari (uno con ingresso al 153 della via Mameli l’altro al numero 7 della via Pola) raccordati all’angolo da un terzo volume stondato.

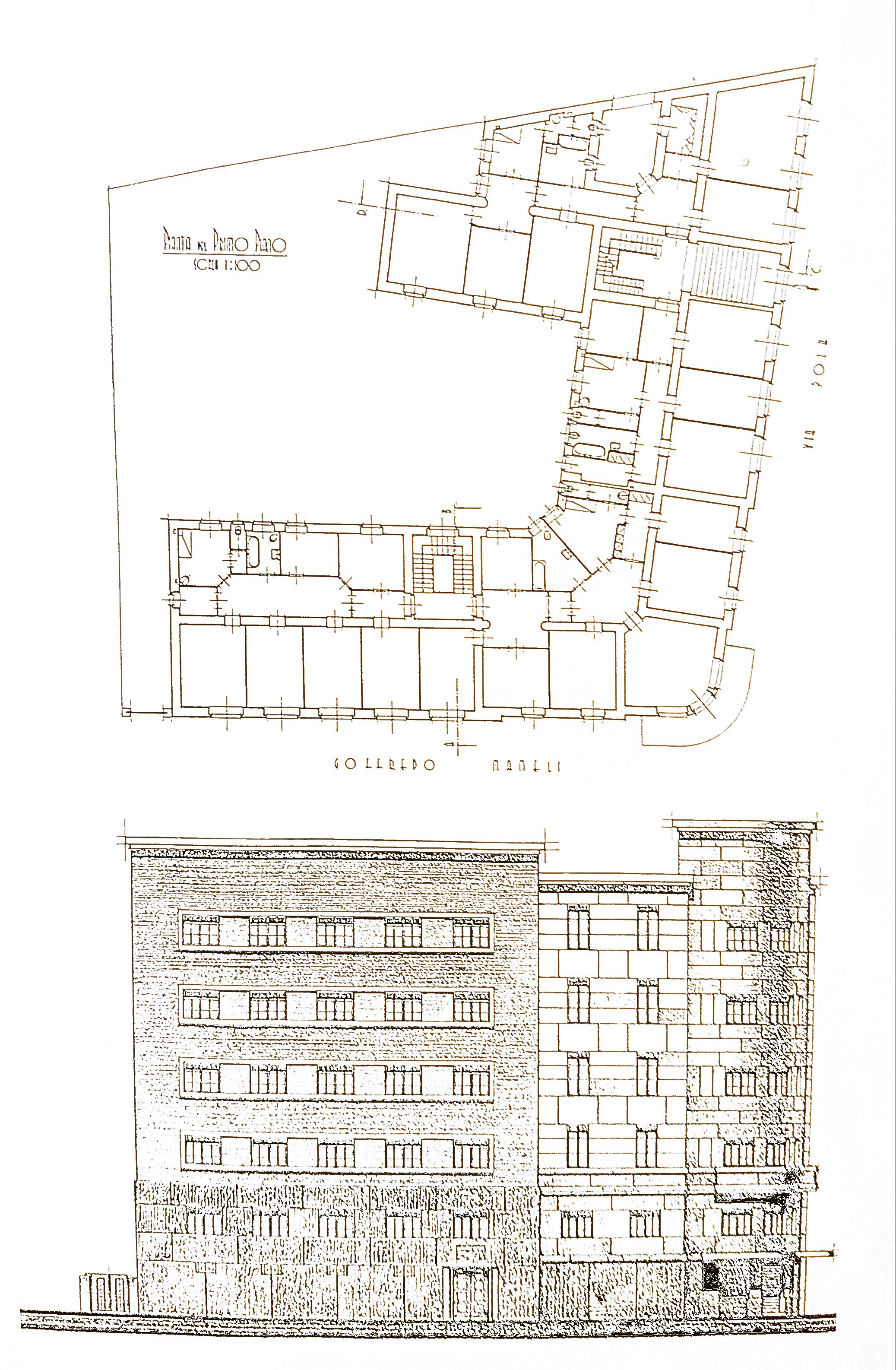
Planimetria e prospetto sulla via Mameli.

Il progetto originario prevedeva cinque piani, ma successivamente alla prima edificazione si ricavò un sesto piano prospiciente la via Mameli, mentre non venne mai realizzata la pensilina circolare d’acciaio a protezione del locale commerciale posto all’angolo del piano terra e prevista in progetto.
Le finiture originarie prevedevano, per i due corpi rettangolari, un basamento con intonaco pastinato amaranto scuro sovrastato da un primo piano rifinito in finto granito e le sovrastanti facciate in intonaco pastinato “Terranova” sempre amaranto scuro, le finestre riquadrate da una cornice effetto travertino ed intervallata da listelli a fughe orizzontali, il volume d’angolo (con balcone circolare al primo piano) estendeva l’effetto travertino avorio a tutta la sua superficie e presentava lo stesso basamento pastinato dei volumi di confine.
La Divisione Urbanistica del Comune di Cagliari nel 2002, ha classificato l’edificio come “di rilievo” inserendolo nella sezione 6 “Architetture Moderne” dell’allegato C alle Norme Tecniche di Attuazione del PUC.
Nel Giugno 2019 il prospetto principale del civico 153, grazie ad un filologico intervento di manutenzione conservativa, ha visto il ripristino dei colori originari alterati più volte nel tempo da passate ristrutturazioni.